# The Ugly
Pour les articles homonymes, voir Ugly.
Pour plus de détails, voir Fiche technique et Distribution.
The Ugly est un film néo-zélandais réalisé par Scott Reynolds, sorti en 1997.

## Synopsis
Deux infirmiers accompagnent un patient en cagoule dans une salle pour être questionné par le Dr. Karen Schumaker. Le docteur demande à Simon Cartwright de lui raconter son enfance jusqu'aux meurtres qu'il a commis.

## Fiche technique
- Titre original : The Ugly
- Photographie : Simon Raby
- Décors : Grant Major
- Costumes : Carolyn Beaver, Emily Carter
- Montage : Wayne Cook
- Musique : Victoria Kelly
- Producteur : Jonathan Dowling
- Société de production : Essential Films, New Zealand Film Commission
- Société de distribution : Trimark Pictures
- Pays d'origine :  Nouvelle-Zélande
- Langue : anglais
- Format : Couleurs, 35 mm, 1.85 : 1, Spherical
- Genre : thriller, Horreur
- Dates de sortie : 26 août 1997 (festival du film de Montréal) ; 30 septembre 1998 (France)
- Classification : France:-16, USA:R (-17)

## Distribution
- Paolo Rotondo : Simon Cartwright
- Rebecca Hobbs : Dr. Karen Schumaker
- Jennifer Ward-Lealand : Evelyn Cartwright
- Roy Ward : Dr. Marlowe
- Vanessa Byrnes : Julie, à 25 ans
- Paul Glover : Phillip
- Christopher Graham : Robert
- Jon Brazier : Frank
- Sam Wallace : Simon, à 13 ans
- Beth Allen : Julie, à 13 ans

## Distinctions

### Récompenses
- 1997 : Prix du meilleur réalisateur pour Scott Reynolds au Festival international du film de Catalogne
- 1997 : Prix du public au Festival international du film fantastique de Puchon
- 1997 : Meilleurs décors et meilleurs maquillages aux New Zealand Film and Television Awards
- 1997 : Prix du meilleur acteur pour Paolo Rotondo au Fantafestival
- 1998 : Prix de la meilleure actrice pour Rebecca Hobbs et prix spécial de la première œuvre pour Scott Reynolds au Fantasporto

### Nominations
- 1997 : Prix du meilleur film au Festival international du film de Catalogne
- 1998 : Prix du meilleur film au Fantasporto
- 1999 : Saturn Award de la meilleure sortie en vidéo